# اوون کورنینگ
اوون کورنینگ (انگلیسی: Owens Corning) شرکت مصالح ساختمانی آمریکایی است، که در سال ۱۹۳۸ تأسیس شد.